# Гранецентрована кубічна ґратка

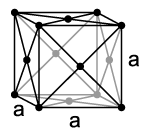
Гранецентрована кубічна ґратка

Гранецентрована кубічна ґратка - одна із ґраток Браве. 
Скорочене позначення ГЦК або г.ц.к.
Гранецентрована кубічна ґратка має 4 атоми в елементарній комірці.

## Приклади
Алмаз, кремній, германій, арсенід галію, арсенід алюмінію, кам'яна сіль

## Перша зона Бріллюена

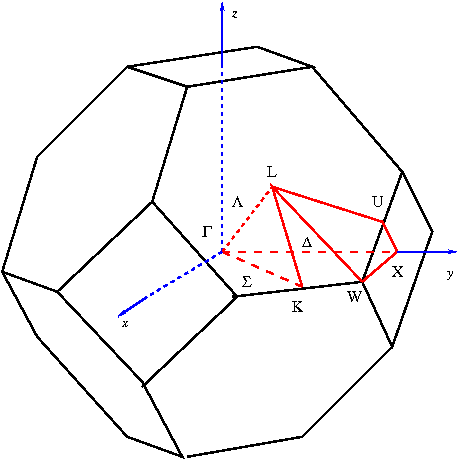
Перша зона Бріллюена із характерними точками.